# Warachikuy
O warachikuy (quechua: "fazer vestir com cuecas") foi uma cerimônia militar oficial anual inca que marcava o passo da adolescência a tornar um adulto nos varões.
Nela, os jovens se agrupavam em bandos para demonstrar suas capacidades para a defesa do império.

## Ligações externos
- Exemplo do Warachikuy 2007

1. ↑  «¿Qué es el Warachikuy?». Consultado em 14 de fevereiro de 2017. Arquivado do original em 15 de fevereiro de 2017